# D3.js
D3.js är ett Javascript-bibliotek som syftar till att underlätta skapandet av datavisualiseringar i webbläsaren. Biblioteket skapades av Michael Bostock och använder sig av moderna webbtekniker som SVG, HTML5 och CSS3.
Den grundläggande principen hos D3 är bindandet av data till dokumentobjektsmodellen, gränssnittet för webbsidors innehåll. Ett exempel på ett sådant "databindande" är följande kod som binder en enkel vektor med heltal till paragrafelement.
```
d3
.
select
(
"body"
).
selectAll
(
"p"
)

    
.
data
([
4
,
 
8
,
 
15
,
 
16
,
 
23
,
 
42
])

  
.
enter
().
append
(
"p"
)

    
.
text
(
function
(
d
)
 
{
 
return
 
"Jag är nummer "
 
+
 
d
 
+
 
"!"
;
 
});

```